# Pfarrkirche Landeck-St. Josef

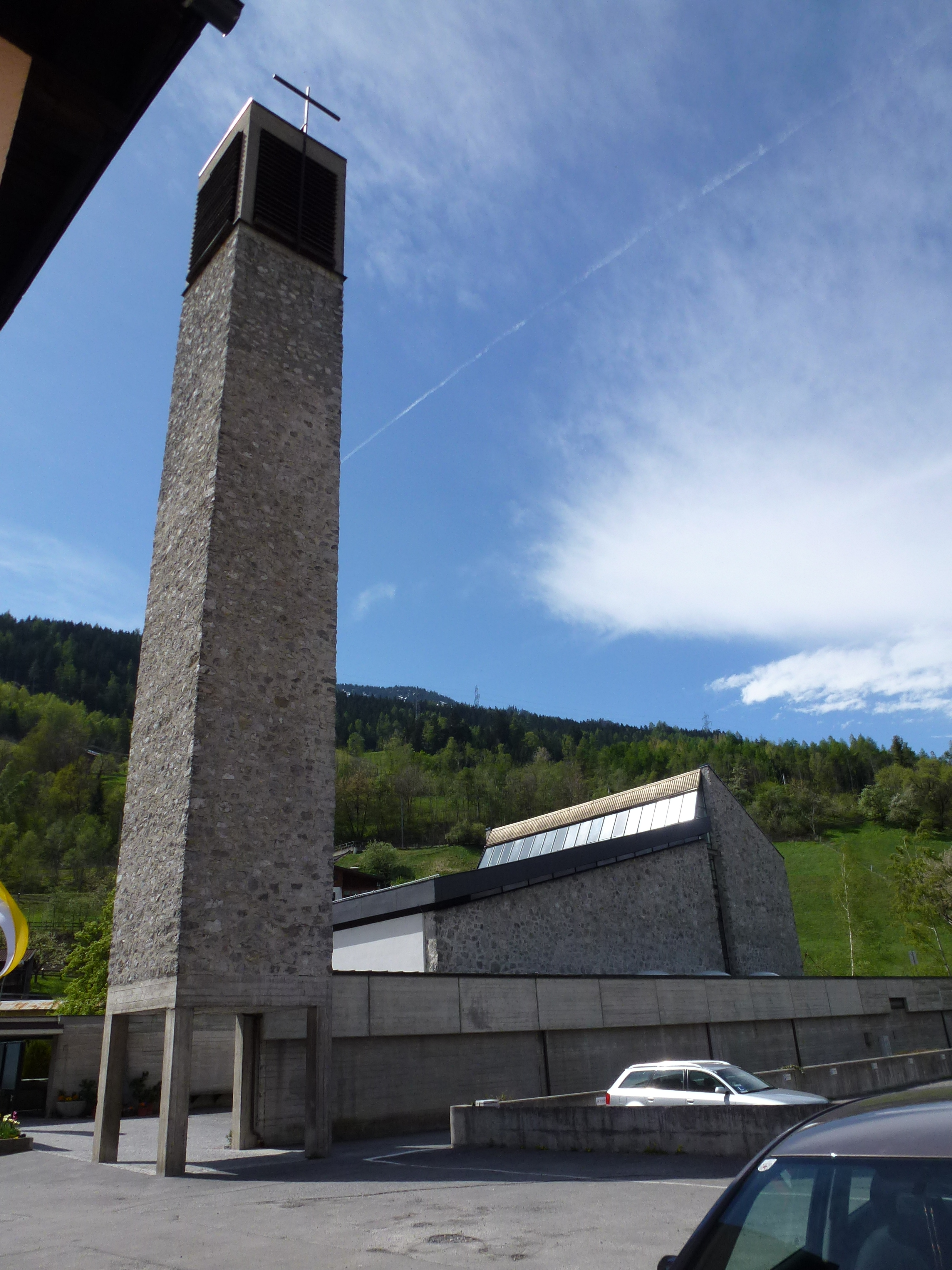
Pfarrkirche hl. Josef in Landeck

Die römisch-katholische Pfarrkirche Landeck-St. Josef Opifex steht an der Bruggfeldstraße 33 im Ortsteil Bruggen der Gemeinde Landeck im Bezirk Landeck in Tirol. Sie ist dem heiligen Josef geweiht und gehört zum Dekanat Zams in der Diözese Innsbruck. Das Gebäude steht unter Denkmalschutz.

## Geschichte
Die Kirche und das Pfarrzentrum wurden in den Jahren 1960 bis 1963 nach Plänen des Architekten Norbert Heltschl in Sichtbetonbauweise errichtet. Durch den Bau verringerte sich die Bedeutung der 1806 erbauten Nepomuk-Kapelle deutlich, weshalb sie im Laufe der Zeit teilweise verfiel.

## Ausstattung
Der Altar besteht aus einer ca. 12 Meter hohen Glasbetonwand mit unverputztem Natursteinen und hat seit 1982 ein überlebensgroßes Holzkreuz nach einem Entwurf von Anton Zangerl. Ambo und Türflügel wurden von August Stimpfl geschaffen, der Taufstein von Norbert Strolz. Das Kreuzwegmosaik stammt von Herbert Danler, das Kruzifix von Eugen Krismer und der Taufstein von Elmar Kopp. Die Statue des heiligen Josef vor der Kirche stammt aus der Hand von Hans Moritz. Die Keramikwand am Kindergarten gestaltete Norbert Strolz.